# Бразил
Бразил (порт. Brasil), службено Савезна Република Бразил, држава је у Јужној Америци. Највећа је и најнасељенија држава Латинске и Јужне Америке, са више од 200 милиона становника, док је у светским размерама на петом по величини територије и на седмом по броју становника. Такође, Бразил је највећа земља португалског говорног подручја на свету. Главни град је Бразилија, а службени језик је португалски.
Према северу се граничи са Венецуелом, Гвајаном, Суринамом и Француском Гвајаном; према северозападу се граничи са Колумбијом; према западу са Боливијом и Перуом; према југозападу са Аргентином и Парагвајем и према југу са Уругвајем. Бразил се граничи са свим државама Јужне Америке изузев Еквадора и Чилеа. Део бразилске територије су и бројни архипелази, као што је Фернандо де Нороња, атол Рокас, Сао Педро и Сао Пауло, и Триндаде и Мартим Ваз.
Бројни племенски народи су настањивали подручје Бразила пре доласка истраживача Педра Алвареса Кабрала 1500. године, који је прогласио ову територију делом Португалије. Све до 1808. Бразил је био португалска колонија, да би након инвазије Наполеонових снага на Португалију главни град португалског царства био пресељен из Лисабона у Рио де Жанеиро. Бразил је 1815. проглашен краљевином у саставу Уједињеног Краљевства Португалије, Бразила и Алгарве. Независност је стекао 1822. стварањем Бразилског царства, унитарне државе са парламентарном монархијом. Након војног пуча 1889. Бразил је постао република са председником на челу државе. Од 1964. до 1985. на власти је била војна хунта. Садашњи устав Бразила, донет 1988, дефинише ову државу као савезну републику. Федерацију чине Савезни дистрикт, 26 савезних држава, и 5.564 општине.
Привреда Бразила је 2012. била, како по номиналном БДП-у, тако и по БДП-у мереним према паритету куповне моћи, на седмом месту на свету. Бразил је члан организације БРИКС. Са једном од најбрже растућих привреда на свету стиче све веће међународно признање и утицај. Бразил има свемирски програм који је под контролом Бразилске свемирске агенције . Ваздухопловство је у Бразилу, поред Мексика, најразвијеније у Латинској Америци. Према војном наоружању и војсци, Бразил је најмоћнија држава у Јужној Америци, такође има најбољу морнарицу, Бразил користи нуклеарну енергију, али не и као нуклеарно оружје . Бразил је имао и прву жену за председника, која је била једна од најмоћнијих жена на свету и која је смењена са функције председника 2016. године, Дилма Русев. Један је од оснивача Уједињених нација, групе Г20, Заједнице земаља португалског језика, Латинске уније, Организације иберо-америчких држава, Организације америчких држава, Меркосура, и Уније јужноамеричких нација. Спада међу седамнаест земаља са највећом разноврсношћу флоре и фауне на свету. У Латинској Америци представља регионалну силу, док у међународним односима има све битнију улогу.

## Порекло имена
Реч „бразил“ потиче од дрвета латинског назива caesalpinia echinata које је некада било распрострањено дуж бразилске обале. На португалском се ово дрво зове pau-brasil, где реч brasil има значење црвено као жеравица. С обзиром да даје јаркоцрвену боју за тканине, било је веома цењено у круговима европске текстилне индустрије и један је од првих производа којим је трговано између Бразила и Европе. Током 16. века припадници домородачких народа (највише народа Тупи) посекли су велике количине дрвета caesalpinia echinata које су мењали са европским трговцима (углавном Португалцима, али и Французима) за робу широке потрошње.
Званичан назив земље, у изворним португалским записима, био је „Земља светог крста“ (порт. Terra da Santa Cruz), али су је европски морнари и трговци једноставно звали „Земља бразила“ (порт. Terra do Brasil) због трговине дрветом бразил. Народно име је бацило у засенак и на крају је заменило службени назив. Морнари су у почетку ову земљу звали и „Земљом папагаја“ (порт. Terra di Papaga).
На гварани језику, једном од службених језика Парагваја, Бразил се назива „Пиндорама“. Тај назив су домороци дали овој области а оно означава „земљу палминог дрвећа“.

## Географија

### Положај
Територија Бразила обухвата скоро половину јужноамеричког континента, нешто северније од екватора до јужног повратника. Према северу се граничи са Венецуелом, Суринамом, Гвајаном и француским прекоморским департманом Француском Гвајаном; према истоку излази на Атлантски океан, према југу се граничи са Уругвајем; према југозападу са Аргентином и Парагвајем; према западу са Боливијом и Перуом и према северозападу са Колумбијом. Једине земље Јужне Америке са којима се не граничи су Еквадор и Чиле. Бразилу припадају и бројни архипелази у Атлантском океану, као што су Фернандо де Нороња, Атол Рокас, Сан Педро и Сао Пауло, и Триндаде и Мартим Ваз. Бразил је земља великих природних богатстава, разноврсног рељефа и климе. Заједно са острвима у Атлантском океану, Бразил је смештен између 6 степени СГШ и 34 степена ЈГШ, и 28 и 74 степена ЗГД.
Бразил је пета земља на свету и трећа на америчком континенту према величини територије, са површином од 8.515.767 km². Простире се у три часовне зоне; од UTC-4 у западним савезним државама до UTC-3 у источним савезним државама (званично време у Бразилу) и UTC-2 на острвима на Атлантику. Бразил је једина земља на свету кроз коју пролази екватор а да се један њен део налази изван тропског појаса. Топографија Бразила је такође веома разнолика и обухвата брда, планине, равнице, висоравни, и дугу морску обалу. Већина територије се налази између 200 и 800 m надморске висине. Побрђе обухвата већи део јужне половине Бразила. Северозападне делове висоравни имају широк таласаст рељеф, испресецан ниским брдима.

### Топографија и хидрографија
Бразилска топографија је такође разнолика и укључује брда, планине, равнице, висоравни и шибље. Већи део терена лежи између 200 метара и 800 метара надморске висине. Главна планинска област заузима већи део јужне половине земље. Северозападни делови висоравни састоје се од широког, валовитог терена испрекиданог ниским, заобљеним брдима.
Југоисточни део је кршевитији, са сложеном масом гребена и планинских венаца који досежу надморске висине до 1.200 метара. Ови ланци укључују планине Мантикеира и Еспиначо и Сера до Мар. На северу, висоравни Гвајане чине велику дренажну поделу, одвајајући реке које теку на југ у басен Амазона од река које се уливају у систем реке Ориноко, у Венецуели, на северу. Највиша тачка у Бразилу је Пико да Неблина на 2.994 метра, а најнижа је Атлантски океан.
Бразил има густ и сложен систем река, један од најобимнијих на свету, са осам великих сливова, од којих се сви уливају у Атлантик. Главне реке укључују Амазон (друга најдужа река на свету и највећа по запремини воде), Парана и њена главна притока Игуасу (која укључује водопаде Игуазу), Негро, Сао Франциско, Шингу, Мадеиру и Тапахос реке.
Југоисточни део је нераван, са гребенима и планинским венцима чија висина достиже 1.200 m надморске висине. Овим планинским венцима припадају планине Мантикера и Еспињасо као и планина Сера до Мар. Гвајанска висораван на северу земље формира велику вододелницу, одвајајући реке амазонског басена од река које припадају сливу реке Ориноко. Највиши врх Бразила је Пико де Неблина, висок 2994 метра.
Бразил има густу и разгранату речну мрежу, једну од најпространијих на свету, са осам великих речних басена, који се одводњавају ка Атлантском океану. Највеће реке су: Амазон (друга по дужини и прва по количини воде на свету); Парана са њеном највећом притоком Игуасу; Рио Негро; Сао Франсиско; Шингу; Мадеира и Тапажос.

### Клима
Југозападна обала и приморје Бразила имају влажну и врућу климу. На Бразилском горју лета су свежија а годишња количина падавина мања. Само на крајњем североистоку количина падавина је врло мала (400—500 милиметара). Амазонска низија има претежно екваторијалну климу са једнолично распоређеним падавинама током целе године (око 1.000 mm уз обалу и око 2.000 mm у најзападнијем делу). Најјужнији део Бразилског горја залази у суптропску зону, прелазећи на крајњем југу у умерени појас.
Већи део земље има осетне сезонске промене у количини кише, температури и влажности.
Зима у Бразилу траје од јуна до августа са просечном температуром 13-18 °C. Лети (децембар-фебруар). Рио је врео и влажан, са температуром изнад 30 °C. У осталом делу године температуре се крећу до 25 °C. Североисточна обала је једнако врела као и Рио, али је мање влажна и загушљива.
Амазонска низија је део земље, који прима највећу количину кише.

### Флора и фауна
Бразил је веома богат биљним и животињским светом, нарочито подручје тропских кишних шума Амазоније. У земљи расту разне врсте орхидеја, дрвећа, палми, бразилског ораха и других биљака. Животињски свет Бразила чине разне врсте папагаја, попут аре и макаоа, и других животиња као што су тукани, тарантуле, пацови, слепи мишеви, лењивци, јагуару, црни пантеру, пуме, оцелоти, зелене анаконде, гигантске анаконде, бое, питони, армадилои и многе друге. Поред тога, бразилске шуме карактеришу животиње попут мајмуна тамарина, летећих веверица, капибара, веома отровних жаба (као што су златна жаба и јагодаста отровна жаба), чији отров користе бразилски домороци како би њиме намазали врхове копаља и стрела да би уловили плен. Од инсеката којих има на хиљаде врста, најзаступљенији су комарци, стоноге, термити и разноврсни џиновски мрави. Богомољке су честе у бразилским шумама, док се тамо веома заступљени тропски лептири сматрају најраскошнијим на свету и има их на хиљаде врста, од којих је најзаступљенији краљевски лептир.
У реци Амазон живе пиране, крокодили, обични кајмани и алигатори, али и слатководни ружичасти речни делфини, велики сомови, морске краве, електричне јегуље, риба оскар, сребрна арована, црна арована, обична арована, арапаима гигас, риба анђео, бразилска баракуда, краљевска неонка, видра, као и даброви који често на реци праве своје дрвене бране, скупљајући стабала и гране дрвећа. Дешавало се и да ајкуле из Атлантског океана залутају у Амазон. Амазонске шуме су богате лијанама, пузавицама, паразитским биљкама и дрветом какаовац, од којег се добија какао. На реци Амазон се може наћи највећи локвањ на свету, чији је лист пречника и до два метра. Природно наслеђе Бразила озбиљно је угрожено сточарством и пољопривредом, сечом дрвета, рударством, насељавањем, искориштавањем нафте и плина, превеликим изловом рибе, трговином дивљих животиња, бранама и инфраструктуром, загађењем воде, климатским променама, пожарима и инвазивним врстама.

## Историја

### Раздобље пре европске колонизације
Најстарија грнчарија пронађена на западној хемисфери, стара око 8.000 година, ископана у амазонском басену Бразила, поред данашњег Сантарема, показује да је у тропским шумама ове области постојала развијена преисторијска култура, и да су је настањивале стотине различитих домородачких племена. Територија данашњег Бразила имала је око 2.000 племена, углавном полуномадских који су се бавили ловом, риболовом, сакупљањем, и пољопривредом.
Домородачко становништво Бразила било је подељено на велике домородачке нације које је чинило неколико етничких група међу којима су се истицале велике групе као што су Тупији, Гварани, Же, и Араваци.
Пре доласка Европљана границе између ових група и њихових подгрупа су биле успостављане ратовима, до којих је долазило услед разлика у култури, језику и моралу. Током ових ратова долазило је до великих војних операција на копну и на води. Након битака вршени су обреди људождерства над заробљеницима.
Када су Португалци дошли у ове крајеве 1500. године гледали су на домороце као на племените дивљаке, те су одмах почели са мешањем расâ. Племенски ратови, људождерство и трка за амазонским бразилом, због своје драгоцене црвене боје, убедили су Португалце да треба да цивилизују домородачко становништво. Међутим, Португалци, су као и Шпанци, са собом ненамерно донели и болести на које домороци нису били имуни. Мале и велике богиње, туберкулоза, гонореја, и грип су побили на десетине хиљада урођеника. Заразе су се брзо шириле дуж домородачких трговачких путева, па су цела племена била збрисана без контакта са Европљанима.

### Португалска колонизација
Доласком Педра Алвареса Кабрала 22. априла 1500. године на тле данашњег Бразила ова област је проглашена португалском територијом. Португалци су ту затекли домороце подељене на неколико племена, од којих су већина били говорници Тупи-Гварани језикâ, и који су ратовали између себе. Иако је прва насеобина саграђена 1532, права колонизација је почела 1534, када је португалски краљ Жоао III поделио територију на дванаест приватних и аутономних капетанских колонија Бразила.
Децентрализованост и неусклађеност капетанских колонија показала се као лоше решење, па их је португалски краљ 1549. реорганизовао у Генерални гувернорат Бразила, унитарну португалску колонију у Јужној Америци. Током прва два века колонизације, домороци и Европљани су непрестано ратовали. Половином 16. века шећерна трска је постала најважнији извозни производ Бразила, док су робови из подсахарске Африке били најважнији увозни производ, због потреба рада на плантажама шећерне трске.
До краја 17. века, извоз шећерне трске почео је да опада, а злато које су открили бандеирантеси, последње деценије 17. века, постало је нови ослонац привреде колоније, и довело до бразилске златне грознице, која је привукла хиљаде насељеника у Бразил из Португалије и португалских колонија по свету. Ови догађаји су довели до сукоба између дошљака и старих колониста.
Португалске експедиције познате као бандеирантеси су постепено шириле првобитну границу колоније до данашњих граница Бразила. У овом раздобљу друге европске силе покушале су да колонизују делове Бразила, па су Португалци морали да се боре са Французима у Рију током шездесетих година 16. века, у Марањау током друге деценије 17. века, и са Холанђанима у Баији и Пернамбуку, током Холандско-португалског рата, након распада Иберијске уније.
Португалска колонијална управа у Бразилу имала је два метода помоћу којих је обезбеђивала ред, и монопол над најбогатијом и највећом колонијом: надзирање и искорењивање свих облика побуне и устанака робова, као и сузбијање свих покрета за аутономијом, као што је Инконфиденсија минеира (порт. Inconfidência Mineira).

#### Уједињено Краљевство
Крајем 1807, шпанске и Наполеонове снаге су угрозиле безбедност Португалије, услед чега је принц регент Жоао, у име краљице Марије I, преселио краљевски двор из Лисабона у Бразил. Њиховим доласком у Бразилу су основане неке од првих финансијских институција, као што су локалне берзе, и Народна банка. Такође, окончан је монопол у трговини са Португалијом, отварањем ка другим државама. Године 1809, као одговор на то што је присиљен да оде у егзил, принц регент је наредио освајање Француске Гвајане.
Након Шпанског рата за независност 1814, европски дворови су сматрали неприкладним да поглавар једне старе европске монархије столује у својој колонији, те су захтевали од краљице Марије I и принца регента Жоаа да се врате у Португалију. Краљевска породица је, у циљу оправдања боравка у Бразилу, 1815. прогласила Уједињено Краљевство Португалије, Бразила, и Алгарве, чиме је створена плуриконтинентална трансатлантска краљевина. Португалске вође су захтевале да се двор врати у Лисабон, што је био један од циљева Либералне револуције из 1820, док су групе Бразилаца захтевале независност и републику, што је испољено побуном у Пернамбуку 1817. године. Жоао VI је 1821. морао да се врати у Лисабон, јер су то од њега захтевали револуционари. Након доласка положио је заклетву на нови устав, док је свог сина, принца Педра де Алкантару, именовао регентом Краљевства Бразил.

### Независно царство
Док је напетост између Португалаца и Бразилаца расла, португалски Кортес је предвођен новим режимом након Либералне револуције из 1820. покушао да врати Бразилу статус колоније. Бразилци су одбили да се повинују тој одлуци. У томе их је подржао и принц Педро, прогласивши независност од Португалије 7. септембра 1822. Овај дан се обележава као Дан независности Бразила.
Принц Педро је 12. октобра 1822. проглашен за првог бразилског цара а крунисан је 1. децембра 1822. као дом Педро I. Након тога уследио је Бразилски рат за независност, који се раширио у северним и североисточним деловима земље као и у провинцији Сисплатина. Последњи португалски војници су се предали 8. марта 1824. Португалија је 29. августа 1825. званично признала Бразил као независну државу.
Педро I је абдицирао 7. априла 1831, оставивши свог петогодишњег сина да влада Бразилом. То је учинио јер је желео да постави своју ћерку на место краљице Португалије након што је умро Жоао VI. Његов малолетни син није могао да влада државом те је уместо њега владало намесништво. Када је постао пунолетан његов син је постао дом Педро II.
У одсуству харизматичне особе која би представљала умереног владара, у овом раздобљу дошло је до низа локалних побуна, као што су Кабанажем, Устанак Малеа, Балајда, Сабинада, Рат одрпанаца. До њих је дошло услед незадовољства становника у унутрашњости са централним властима, као и због социјалних напетости, робовласништва, и другачијег виђења државног уређења.
Овај период унутрашњих политичких и друштвених превирања, међу које спада и Праиеријски устанак, завршен је тек крајем четрдесетих година 19. века, неколико година након што је укинуто намесништво и малолетни Педро II крунисан за цара 1841. године.
Током последње фазе монархије, унутрашња политичка дебата је била усмерена на питање робовласништва. Трговина робовима преко Атлантика укинута је 1850, као резултат Абердинског акта који је донела Велика Британија, међутим робовласништво је званично укинуто тек у мају 1888.
Спољни послови монархије су првенство били везани за односе са суседима на југу Бразила. Након Сисплатинског рата, који је довео до независности Уругваја, Бразил је успешно водио још три рата током 58-годишње власти Педра II. То су били Лаплатски рат, Уругвајски рат, и Парагвајски рат, највећи у историји Бразила.
Дана 15. новембра 1889. официри војске, као и финансијска и сеоска елита, војним пучем су укинули монархију.

### Република
Проглашењем републике Бразил је постао демократска земља, али само на папиру, у суштини владала је диктатура. Слобода штампе је нестала а изборе су надзирали они који су били на власти. Право гласа је било ограничено на веома мали број људи, тако је 1910. у Бразилу од 22 милиона људи било само 627 хиљада бирача а током двадесетих година 20. века између 2,3% и 3,4% становника Бразила имало је право гласа. Неколико грађанских и војних побуна допринеле су краху владајућег режима па је 1930, поражени кандидат опозиције на председничким изборима, Жетулио Варгас, уз помоћ војске, извршио преврат. Варгас је на власти требало да остане само привремено али је уместо тога забранио рад конгреса, суспендовао устав, прогласио ванредно стање и сменио гувернере савезних држава својим присталицама.
Током тридесетих година 20. века три пута је покушано свргавање Варгаса и његових присталица са власти: у другој половини 1932, у новембру 1935, и у мају 1938. године. Године 1937. Варгасов режим постао је крајње диктаторски, бруталност и цензура штампе су постали још израженији. .
У спољној политици, успех у решавању граничних проблема са суседима на почетку постојања републике, пратио је неуспешни покушај да се задобије важна улога у Лиги народа,након бразилског учешћа у Првом светском рату. Током Другог светског рата Бразил је био неутралан до августа 1942. када је стао на страну савезника. Томе су допринели напади немачких подморница на бразилско бродовље у Атлантском океану.
Након победе савезника 1945. и окончања нацистичко-фашистичких режима у Европи, Варгасова позиција постала је неодржива те је он убрзо свргнут војним пучем, чиме је демократију поново успоставила иста армија која ју је укинула 15 година раније. Варгас је починио самоубиство августа 1954. усред политичке кризе, након што се на власт вратио на изборима 1950. године.

### Друга половина 20. века
Након Варгасовог самоубиства власт је вршило неколико краткотрајних привремених владâ. Године 1956. председник Бразила постао је Жуселино Кубичек. Он је заузео помирљив став према опозицији што му је омогућило да несметано влада. Током његове владавине дошло је до великог раста привреде и индустријске производње, међутим, његово највеће дело је изградња Бразилије, новог главног града. Овај пројекат је инаугурисан 1960. године. Не месту председника наследио га је Жанио Квадрос, који је дужност обављао мање од годину дана. Након њега дужност председника преузео је Жоао Гулар. Он се сукобио са снажном опозицијом па је 1964. свргнут војним пучем а власт у Бразилу је преузела војска.
Нови режим је намеравао да има само прелазну улогу али се постепено претворио у отворену диктатуру. То је озакоњено објавом Петог институционалног акта 1968. године. Репресија није била ограничена само на припаднике гериле који су се супротстављали режиму, већ и на припаднике интелигенције, уметнике, новинаре и остале чланове грађанског друштва, у и ван земље (преко злогласне „операције Кондор“). Упркос својој бруталности, као и други тоталитарни режими у историји, захваљујући привредној експанзији, познатој као „привредно чудо“, режим је своју највећу популарност имао почетком седамдесетих година 20. века.
Међутим, и поред победе против левичарских герилаца, вишегодишња репресија и немогућност да се изборе са економским проблемима, као и опште незадовољство народа довели су до тога да власт промени политику и крене ка демократизацији друштва. Ту политику су предводили генерали Гејзел и Голбери. Доношењем Закона о амнестији 1979. године започео је постепени повратак Бразила ка демократији, који је довршен током осамдесетих година 20. века.
Војна хунта је сишла са власти 1985. када је Жозе Сарнеј преузео дужност председника. Он је био непопуларан јер није успео да се избори са економском кризом и хиперинфлацијом наслеђеном од претходног режима. Сарнејева влада омогућила је да на изборима 1989. буде изабран, мало познати, Фернандо Колор. Народна скупштина му је 1992. изгласала неповерење. Колора је наследио потпредседник Итамар Франко. Он је за министра финансија поставио Фернанда Енрике Кардоза. Кардозо је 1994. почео да спроводи економску политику познату као Плано реал (порт. Plano Real), што се показало веома успешним. После деценијâ лоше економске политике ранијих владâ ове мере су коначно стабилизовале бразилску економију, и омогућиле су Кардозу да исте године буде изабран за председника и реизабран 1998. године.
Мирна смена власти обављена је 2002. између Кардоза и главног опозиционог кандидата, Луиса Инасија Луле да Силве. Овај догађај је показао да је Бразил коначно остварио политичку стабилност. Лулу је 2011. наследила Дилма Русеф, прва жена на месту председника и једна од најмоћнијих жена на свету.

## Становништво
Према подацима са пописа спроведеног 2010. године у Бразилу је живело 190.755.799 становника. Најгушће су насељени југ и југоисток земље, где живи око 50% становништва. Однос мушкараца и жена је 0,96:1, градског становништва је 84,36% а сеоског 15,64%.
Највећа концентрација људи је у Југоисточном (79,8 милиона становника) и у Североисточном региону (53,5 милиона становника), док у два највећа региона, Средњезападном и Северном, који заједно обухватају 64,12% територије Бразила, живи 29,1 милион становника. У Јужном региону живи 27 милиона становника.
Први попис становништва је обављен 1872. и он је евидентирао 9.930.478. становника. Од 1880. до 1930. у Бразил се уселило четири милиона Европљана. Број становника се знатно увећао између 1940. и 1970, услед пада стопе смртности, иако је стопа рађања забележила благи пад. Током четрдесетих година 20. века годишњи раст броја становника био је 2,4%, да би током наредне деценије порастао на три процента а током шездесетих година 20. века раст је био 2,9% годишње, док је животни век порастао са 44 на 54 године а 2007. на 72,6 године. Од шездесетих година 20. века стопа прираста становништва континуирано опада, са 3,04% између 1950. и 1960. на 1,05% 2008. године а очекује се да ће до 2050. она постати негативна и да ће износити 0,29%, чиме ће бити заокружена демографска транзиција.
Стопа неписмености је 2008. износила 11,48% док је међу младима (од 15 до 19 година) била 1,74%. Највећа је у Североисточном региону (20,3%), који има велики проценат сиромашног сеоског становништва. Неписменост је већа међу сеоским становништвом и износи 24,18% у 2008. години, док је код градског становништва мања и износи 9,08%.

### Расне и етничке групе
| Расне и етничке групе у Бразилу‍ | Расне и етничке групе у Бразилу‍ | Расне и етничке групе у Бразилу‍ | Расне и етничке групе у Бразилу‍ | Расне и етничке групе у Бразилу‍ |
| ------------------------------- | ------------------------------- | ------------------------------- | ------------------------------- | ------------------------------- |
| Етничка група                   |                                 |                                 | Проценат                        |                                 |
| Белци                           | Белци                           |                                 | 0                               | 47,7%                           |
| Мелези                          | Мелези                          |                                 | 0                               | 43,1%                           |
| Црнци                           | Црнци                           |                                 | 0                               | 7,6%                            |
| Азијци                          | Азијци                          |                                 | 0                               | 1,1%                            |
| Индиоси                         | Индиоси                         |                                 | 0                               | 0,4%                            |

Према резултатима пописа становништва из 2010. белци чине око 91 милион становника или 47,7%, мелези чине 83 милиона становника или 43,1%, црнци чине 14,5 милиона становника или 7,63%, Азијци чине 2,1 милион становника или 1,06%, док је припадника домородачких народа, познатих као Индиоси, око 818 хиљада или 0,4%. Око 170 хиљада људи или 0,07% се није изјаснило којој раси припада.
Национална индијанска фондација (порт. Fundação Nacional do Índio) објавила је 2007. податак да у Бразилу постоји 67 домородачких племена која не живе у додиру са савременом цивилизацијом, док их је 2005. било познато 40. Бразил се сматра земљом у којој живи највише људи на свету који нису у додиру са савременом цивилизацијом.
Од доласка Португалаца 1500. године на простору Бразила дошло је до великог мешања између припадника различитих расâ. На основу разних истраживања утврђено је да међу Бразилцима преовлађују гени Европљана тј. белаца.
Бразилско друштво је више подељено по социјалној основи него по расној, мада је несразмера у приходима уочљива између припадника различитих раса, па се расна и класна дискриминација могу посматрати заједно. Снажна друштвена припадност једној раси у већој мери одређује доживљај припадности него порекло, тако најближи сродници могу да припадају различитим „расама“. Друштвеноекономски чиниоци су такође значајни, јер један део мелеза пардоса може себе да сматра било белцима било црнцима уколико ће им то омогућити напредак на друштвеној лествици.
Браон становништво (како се мелези званично зову у Бразилу; pardo на португалском) обухвата људе различитог расног порекла. Ту спадају кабоклоси, асимиловани Индиоси, потомци белаца и домородаца; мулати, потомци белаца и Афробразилаца; и замбоси, потомци Афробразилаца и домородаца. Већину становништва у Северном, Североисточном и Средњезападном региону чине особе које су у великој мери домородачког порекла.
Велики проценат црнаца, мулата и људи који имају вишерасно порекло може се срести на источној обали Североисточног региона од Баије до Параибе и у северном Марањау, јужном Минасу Жераису и у источном Рио де Жанеиру. Између 1808. и 1972. у Бразил се доселило око пет милиона људи из више од шездесет земаља, међу којима су најбројније особе португалског, италијанског, шпанског, немачког, украјинског, пољског, јеврејског, руског, кинеског, јапанског и арапског порекла.

### Религија
| Становништво Бразила по вероисповести према попису из 2010.‍ | Становништво Бразила по вероисповести према попису из 2010.‍ | Становништво Бразила по вероисповести према попису из 2010.‍ | Становништво Бразила по вероисповести према попису из 2010.‍ | Становништво Бразила по вероисповести према попису из 2010.‍ |
| ----------------------------------------------------------- | ----------------------------------------------------------- | ----------------------------------------------------------- | ----------------------------------------------------------- | ----------------------------------------------------------- |
| Религија                                                    |                                                             |                                                             | Проценат                                                    |                                                             |
| Римокатолици                                                | Римокатолици                                                |                                                             | 0                                                           | 64,6%                                                       |
| Протестанти                                                 | Протестанти                                                 |                                                             | 0                                                           | 22,2%                                                       |
| Агностици и атеисти                                         | Агностици и атеисти                                         |                                                             | 0                                                           | 8,0%                                                        |
| Спиритисти                                                  | Спиритисти                                                  |                                                             | 0                                                           | 2,0%                                                        |
| Остали                                                      | Остали                                                      |                                                             | 0                                                           | 3,2%                                                        |

Доминантна религија у Бразилу је католицизам, са примесама верских традиција и обичаја афричких робова и домородачких народа. Мешање верâ током португалске колонизације довело је до настанка разних видова синкретистичких обреда међу бразилским католицима, карактеристичних по традиционалним португалским светковинама. Верски плурализам се повећао током 20. века, а протестантска заједница се знатно увећала, па данас чини око 22% становништва. Највеће протестантске деноминације су пентекостална, евангелистичка, баптистичка, мормонска, лутеранска и реформаторске цркве.
Бразил је земља са највише католика на свету. Према попису из 2010. католици су чинили 64,6% становништва, протестанти 22,2%, спиритисти 2%, следбеници осталих религија 3,2%, атеисти и агностици 8%.
Током последњих десет година дошло је до смањења броја католика и значајног повећања припадника протестантских деноминација, првенствено пентекосталне и евангелистичке цркве. Такође, у Бразилу је и велики број нерелигиозних људи, највише у градовима Боа Виста, Салвадор, и Порто Вељо. Процентуално, највише католика живи градовима Терезина, Форталеза, и Флоријанополис.

### Највећи градови
| Сао Пауло Рио де Жанеиро Салвадор Бразилија | 1.  | Сао Пауло       | Сао Пауло                | 11.316.149 | Форталеза Бело Оризонте Манаус Куритиба |
| Сао Пауло Рио де Жанеиро Салвадор Бразилија | 2.  | Рио де Жанеиро  | Рио де Жанеиро           | 6.355.949  | Форталеза Бело Оризонте Манаус Куритиба |
| Сао Пауло Рио де Жанеиро Салвадор Бразилија | 3.  | Салвадор        | Баија                    | 3.093.605  | Форталеза Бело Оризонте Манаус Куритиба |
| Сао Пауло Рио де Жанеиро Салвадор Бразилија | 4.  | Бразилија       | Савезни дистрикт Бразила | 2.609.997  | Форталеза Бело Оризонте Манаус Куритиба |
| Сао Пауло Рио де Жанеиро Салвадор Бразилија | 5.  | Форталеза       | Сеара                    | 2.476.589  | Форталеза Бело Оризонте Манаус Куритиба |
| Сао Пауло Рио де Жанеиро Салвадор Бразилија | 6.  | Бело Оризонте   | Минас Жераис             | 2.385.639  | Форталеза Бело Оризонте Манаус Куритиба |
| Сао Пауло Рио де Жанеиро Салвадор Бразилија | 7.  | Манаус          | Амазонас                 | 1.832.423  | Форталеза Бело Оризонте Манаус Куритиба |
| Сао Пауло Рио де Жанеиро Салвадор Бразилија | 8.  | Куритиба        | Парана                   | 1.764.540  | Форталеза Бело Оризонте Манаус Куритиба |
| Сао Пауло Рио де Жанеиро Салвадор Бразилија | 9.  | Ресифе          | Пернамбуко               | 1.536.934  | Форталеза Бело Оризонте Манаус Куритиба |
| Сао Пауло Рио де Жанеиро Салвадор Бразилија | 10. | Порто Алегре    | Рио Гранде до Сул        | 1.413.094  | Форталеза Бело Оризонте Манаус Куритиба |
| Сао Пауло Рио де Жанеиро Салвадор Бразилија | 11. | Белем           | Пара                     | 1.402.056  | Форталеза Бело Оризонте Манаус Куритиба |
| Сао Пауло Рио де Жанеиро Салвадор Бразилија | 12. | Гојанија        | Гојас                    | 1.318.148  | Форталеза Бело Оризонте Манаус Куритиба |
| Сао Пауло Рио де Жанеиро Салвадор Бразилија | 13. | Гуаруљос        | Сао Пауло                | 1.233.426  | Форталеза Бело Оризонте Манаус Куритиба |
| Сао Пауло Рио де Жанеиро Салвадор Бразилија | 14. | Кампинас        | Сао Пауло                | 1.088.611  | Форталеза Бело Оризонте Манаус Куритиба |
| Сао Пауло Рио де Жанеиро Салвадор Бразилија | 15. | Сао Луис        | Марањао                  | 1.027.429  | Форталеза Бело Оризонте Манаус Куритиба |
| Сао Пауло Рио де Жанеиро Салвадор Бразилија | 16. | Сао Гонсало     | Рио де Жанеиро           | 1.008.064  | Форталеза Бело Оризонте Манаус Куритиба |
| Сао Пауло Рио де Жанеиро Салвадор Бразилија | 17. | Масејо          | Алагоас                  | 943.109    | Форталеза Бело Оризонте Манаус Куритиба |
| Сао Пауло Рио де Жанеиро Салвадор Бразилија | 18. | Дуке де Кашијас | Рио де Жанеиро           | 861.157    | Форталеза Бело Оризонте Манаус Куритиба |
| Сао Пауло Рио де Жанеиро Салвадор Бразилија | 19. | Терезина        | Пјауи                    | 822.363    | Форталеза Бело Оризонте Манаус Куритиба |
| Сао Пауло Рио де Жанеиро Салвадор Бразилија | 20. | Натал           | Рио Гранде до Норте      | 810.780    | Форталеза Бело Оризонте Манаус Куритиба |

### Језик
Службени језик у Бразилу је португалски (Члан 13 Устава Федеративне Републике Бразил), који говори практично целокупно становништво, и једини је језик који се користи у медијима, привреди и администрацији.
Бразилски португалски је најсличнији дијалектима португалског из централне и јужне Португалије којима се говорило у 16. веку. У њему је видљив утицај домородачких као и западноафричких језика.
Резултат тога је одређена разлика, највише у фонологији, у односу на језик којим се говори у Португалији и другим земљама португалског говорног подручја. Ове разлике се могу поредити са онима које постоје између америчког и британског енглеског.
Бразил је једина земља на америчком континенту у којој се говори португалски, што представља важан део бразилског националног идентитета и доприноси различитости националне културе у односу на суседне земље у којима се говори шпански језик.
Представници свих земаља у којима је португалски службени језик, окупљени у Заједницу земаља португалског језика, 1990. године су се договорили да реформишу ортографију португалског језика с циљем обједињавања стандарда коришћених, с једне стране, у Бразилу и осталим лузофоним земљама, с друге стране. Реформа ортографије у Бразилу је почела да се примењује од 1. јануара 2009. године.
Широм Бразила говоре се и бројни мањински језици. Сто осамдесет језика америчких Индијанаца користи се у удаљеним деловима земље а поред њих у употреби је и велики број језика којима говоре имигранти и њихови потомци. У општини Сао Габријел да Кашоеира у службеној употреби је језик ненгату, такође, банива и тукано имају статус службених језика. 71.550 држављана Бразила говори неки од домородачких језика као матерњи, а најраспрострањенији су нингату (19.000), каинганг (18.000) и терена (16.000).
Постоје и значајне заједнице говорника немачког и италијанског језика у Јужном и Југоисточном региону. Талијан, дијалекат венецијанског језика, има велики број говорника у савезној држави Рио Гранде до Сул, а два дијалекта немачког имају статус службеног језика у неколико општина.
Током свих дванаест година основне и средње школе обавезно је учење барем једног страног језика, најчешће је то енглески или шпански. Бразил је прва земља у Јужној Америци која је увела есперанто као изборни предмет у средњој школи.

## Политика
Уставом је Бразил дефинисан као „нерастопива унија“ држава, општина и федералног дистрикта. Унија, савезне државе и федерални дистрикт, и општине, представљају нивое власти. Федерација почива на пет основних принципа: суверенитет, држављанство, достојанство људских бића, право на рад и слободу предузетништва, и политички плурализам. Власт је подељена на законодавну, судску и извршну. Сва три нивоа власти имају извршну и законодавну власт, док судска власт постоји само на нивоу федерације и савезних држава односно нивоу федералног дистрикта.
Сви чланови извршне и судске власти се директно бирају.
Током највећег дела историје вишестраначја Бразил је карактерисао вишепартизам са пропорционалним изборним системом. Гласање је обавезно за све писмене грађане од 18 до 70 година, док неписмени као и особе између 16 и 18 и старији од 70 година нису обавезни да гласају.
У Националном конгресу Бразила заступљено је петнаестак партија, од којих су најзначајније: Радничка партија (порт. Partido dos Trabalhadores), Бразилска партија демократског покрета (порт. Partido do Movimento Democrático Brasileiro), Бразилска социјалистичка партија (порт. Partido Socialista Brasileiro), и Партија републике (порт. Partido da República).
Бразил је демократска република са председничким системом. Председник је и шеф државе и премијер а бира се на четворогодишњи мандат, са могућношћу реизбора за други узастопни мандат. Актуелни председник је Дилма Русеф која је на дужности од 1. јануара 2011. Национални конгрес је дводомна скупштина, и састоји се од Представничког дома и Сената.

### Спољна политика
Међународни односи Бразила дефинисани су 4. чланом Устава, којим су принципи самоопредељења, немешања, међународне сарадње и мирног решавања сукоба одређени као главне смернице у спољној политици Бразила. Према Уставу, председник Бразила води главну реч у спољној политици земље, док Конгрес разматра све предлоге дипломатије и међународне споразуме, као и законодавство које се односи на спољну политику Бразила.
Спољна политика Бразила је нуспроизвод јединственог положаја земље као регионалне силе у Латинској Америци, једног од лидера међу земљама у развоју, и растуће светске силе.

### Административна подела
Бразил је федерација коју чини 26 савезних држава, један федерални дистрикт (у ком се налази главни град, Бразилија) и општине. Савезне државе имају аутономну управу, прикупљају своје порезе и добијају део од пореза које прикупи федерална влада. На челу савезних држава се налазе гувернери. Законодавна тела чине једнодомне скупштине са члановима изабраним на директним изборима. Такође, имају и независно судство. Упркос овоме, савезне државе Бразила имају много мању аутономију него што имају савезне државе САД. На пример, законе у области кривичног и грађанског права може да изгласа само Национални конгрес.
Савезне државе и федерални дистрикт су подељени на следеће регионе: Северни, Североисточни, Средњезападни, Југоисточни, и Јужни регион. Региони Бразила представљају само географску, не политичку или административну поделу, и немају никакав вид надлежности. Иако су дефинисани законом, региони Бразила служе углавном за статистичке сврхе, и ради одређивања расподеле федералних фондова за развојне пројекте.
Општине, као и савезне државе, имају аутономну управу, прикупљају своје порезе и добијају део пореза прикупљених на нивоу федералне владе као и унутар савезне државе у којој се налазе. Свака општина има градоначелника и законодавно тело, али нема свој суд.

## Привреда
Привреда Бразила је највећа у Латинској Америци, док је према висини номиналног БДП-а, као и БДП-а израженог према индексу куповне моћи, на седмом месту у свету.
Привреду Бразила карактерише равноправна улога државног и приватног сектора као и природно богатство земље. Бруто друштвени производ по становнику, мерен према индексу куповне моћи, у 2012. години је износио 11.875 америчких долара што је Бразил сврстало на 77. место у свету. Најразвијеније гране привреде су пољопривреда, рударство, индустрија у услужне делатности. Бразил је 2009. имао 96.647.139 запослених. Стопа незапослености је у 2012. износила 5%.
Бразил повећава своје присуство на међународним тржиштима капитала и роба, и једна је од четири брзо растуће привреде, познате као БРИК. Главни извозни производи су авиони, електрични уређаји, аутомобили, етанол, дијаманти, нафта, злато, текстил, обућа, руда гвожђа, боксит, челик, кафа, јер Бразил је највећи произвођач кафе на свету, сок од наранџе, бразилски орах, соја, и усољена говедина. Бразил има најразвијенију индустрију рециклаже на свету. Модна индустрија је знатно развијена, Бразил је један од водећих светских и најбољих произвођача купаћих костима и бикинија, сандала, јапанки и накита .
Бразил је везао своју валуту, бразилски реал, за амерички долар 1994. године. Међутим, након финансијских криза у Азији и Русији, 1997. и 1998. године, и низа негативних финансијских догађаја који су уследили, Централна банка Бразила привремено је променила монетарну политику примењујући контролисано пливајући курс, да би у јануару 1999. увела пливајући курс.

### Индустрија
До половине 20. века, у Бразилу је била заступљена само лака индустрија - текстилна, прехрамбена, индустрија дувана, коже и обуће, дрвна, фармацеутска итд. Пољопривреда и воћарство су значајни због разних усева, Бразил је велики извозник тропског воћа, као што су манго, папаја, ананас, банана, кокос и друго тропско воће . Нарочито повољни услови су постојали за развој дрвне индустрије, будући да је Бразил по површини шума на другом месту у свету и да на сваког становника отпада око 8 ha шуме, али се она нерационално користила, што је довело до појаве великог еколошког проблема: „светска плућа“ - шуме Амазона ће бити уништене, уколико се бразилској сиротињи или богатим рентијерима не понуде друге могућности за зараду и опстанак.
Тешка индустрија је започела са развојем након Другог светског рата. Најважније руде које се експлоатишу су руде гвожђа, манган и боксит. По производњи руде гвожђа, Бразил је на четвртом месту у свету, после Русије, Кине и Аустралије. Највећи део производње ове руде се извози, а мањи део се топи у железарама Сао Паола, које су мањег капацитета, и у великој железари Волта Родонда која се налази у савезној држави Минас Жераис, главној рудоносној покрајини.
Готово читава индустрија је смештена у три града и њиховој околини - у Сао Паулу, Рио де Жанеиру и Бело Оризонтеу. Овај „бразилски троугао“ се почео развијати у 18. веку, на основу експлоатације налазишта злата и дијаманата.
Вредност увоза Бразила (61,4 билиона) премашује вредност износа (53 билиона). Национални доходак (по глави становника) износи 6.300 долара годишње.
Главни трговински партнери Бразила су Европска унија, САД, Аргентина и Јапан.

## Култура
Бразилска култура представља мешавину традиција и обичаја америчких Индијанаца, португалских колониста и афричких и европских досељеника. Услед снажних веза, током векова, са Португалијом њена култура представља основу бразилске. Португалски утицај се огледа првенствено у језику, католичкој вери и архитектури. Утицај Италијана, Немаца, и других европских народа, као и Јапанаца и Арапа, присутан је нарочито на југу и југоистоку Бразила. Амерички Индијанци утицали су на језик и кулинарство, док су Африканци оставили значајан траг, поред језика и кулинарства, и у музици, плесу и религији.
Уметност се у Бразилу развија од шеснаестог века у различитим правцима, од барока (доминантног уметничког правца у Бразилу до почетка 19. века) преко романтизма, модернизма, експресионизма, кубизма до надреализма и апстрактне уметности.
Бразилска кинематографија је настала крајем 19. века а међународно признање стиче од шездесетих година 20. века.

### Архитектура
Архитектура Бразила је под утицајем Европе, посебно Португала. Има историју која сеже 500 година уназад до времена када је Педро Кабрал открио Бразил 1500. Португалска колонијална архитектура била је први талас архитектуре који је отишао у Бразил. То је основа за сву бразилску архитектуру каснијих векова. У 19. веку за време Бразилског царства, Бразил је следио европске трендове и усвојио неокласичну и готичку архитектуру. Затим, у 20. веку, посебно у Бразилији, Бразил је експериментисао са модернистичком архитектуром.
Колонијална архитектура Бразила датира од раног 16. века када је Бразил први пут откривен. Португалци су изградили архитектуру која им је позната у Европи у циљу колонизације Бразила. Изградили су португалску колонијалну архитектуру која је укључивала цркве, грађанску архитектуру укључујући куће и тврђаве у бразилским градовима и на селу. Током 19. века бразилска архитектура је доживела увођење више европских стилова у Бразил као што су неокласична и готичка ревитална архитектура. Ово се обично мешало са бразилским утицајима из сопственог наслеђа које је произвело јединствени облик бразилске архитектуре. Педесетих година 20. века модернистичка архитектура је уведена када је Бразилија изграђена као нова савезна престоница у унутрашњости Бразила како би се помогло развоју унутрашњости. Архитекта Оскар Нимајер је идеализовао и градио владине зграде, цркве и грађанске зграде у модернистичком стилу.

### Музика и плес
Музика у Бразилу је углавном спој европских и афричких елемента. До деветнаестог века на бразилску музику највише је утицала Португалија односно Европа. Први је био Хосе Маурисио Нунес Гарсија, аутор сакралних дела са утицајем бечког класицизма. Афрички утицај у музици Бразила огледа се у разноврсним ритмовима, плесовима и инструментима, који су имали запажену улогу у развоју популарне и фолк музике нарочито током 20. века.
Од краја осамнаестог века популарна музика почела је да добија карактеристичан бразилски звук, са самбом као најбољим примером и налази се на Унесковој листи културне баштине.
Афробразилске музичке традиције Маракату и Афоже прослављају се сваке године на бразилским карневалима. У Бразилу су настали и музички стилови као што су чоро, сертанежо, брега, форо, фрево. Боса нова је музички правац настао током педесетих година 20. века који је светску славу стекао захваљујући америчким џез музичарима.
Први истакнутији композитор класичне музике био је Жозе Маурисио Нунес Гарсија, аутор црквених дела инспирисаних бечким класицизмом. Најзначајнији представник романтизма био је Антонио Карлос Гомес, композитор опера у италијанском стилу са народним мотивима. Током 20. века истакли су се Ејтор Вила Лобос, Клаудио Санторо и Сезар Гера Пеиже.

### Кухиња
Бразилска кухиња се увелико разликује по регионима, што одражава различиту мешавину аутохтоног и имигрантског становништва у земљи. Тиме је створена национална кухиња обележена очувањем регионалних разлика. Примери су феижоада, која се сматра националним јелом земље; и регионална храна као што су беижу, феижоада тропеиро, ватапа, мокуека, палента (из италијанске кухиње) и акараже (из афричке кухиње).
Национални напитак је кафа, а кашаса је домаће пиће Бразила. Кашаса је раствор из шећерне трске и главни је састојак националног коктела, кајпириња.
Типичан оброк се углавном састоји од пиринча и пасуља са говедином, салатом, помфритом и прженим јајетом. Често се меша са брашном од маниоке (фарофа). Поховани кромпир, пржена маниока, пржена банана, пржено месо и пржени сир се врло често једу за ручак и служе у већини типичних ресторана. Популарне грицкалице су пастел (пржено пециво); кокиња (варијација пилећег крокета); хлеб од сира (хлеб са сиром и брашно од маниоке); памоња (паста од кукуруза и млека); есфира (варијација либанског пецива); кибех (из арапске кухиње); емпањада (пециво) и емпада, мале слане пите пуњене шкампима.
Бразил има разне десерте као што су бригадеирос (чоколадне куглице), боло де роло (колач са гојабадом), кокада (слаткиш од кокоса), беижињос (кокосови тартуфи и каранфилић) и ромеу е жулиета (сир са гојабадом). Кикирики се користи за прављење пасоке, рападуре и пе-де-молекуеа. Локално уобичајено воће као што су акај, купуасу, манго, папаја, какао, индијски орах, гуава, наранџа, лимета, маракује, ананас и момбин претвара се у сокове и користи се за прављење чоколаде и сладоледа.

### Књижевност
Почеци бразилске књижевност везују се за долазак португалских истраживача у 16. веку, као што је Перо Ваз де Камиња, и њихове описе живог света и домородачког становништва. Први значајнији бразилски писац био је Жозе де Аншијета, песник, беседник и лингвиста. Бенто Теишеира, који је стварао крајем шеснаестог века, сматра се првим бразилским песником. Написао је еп Просопопеја, инспирисан делима највећег португалског песника Луиса де Камоиса. Неки од најбољих бразилских књижевника стварали су током културног покрета познатог као бразилски барок, који обухвата раздобље 17. и 18. века. Грегорио де Матос се сматра једним од најталентованијих песника колонијалне епохе. Антонио Вијеира, проповедник и мисионар, остварио је велики утицај на бразилски барок.
Крајем осамнаестог века појавили су се песници Базилио де Гама и Санта Рита Дурао, који су прекинули класицистичку атмосферу замењујући је занимањем за природу. У периоду романтизма настала су значајна дела романописаца као што су Жоаким Мануел де Маседо и Жозе де Аленкар. Они су у својим делима писали о љубави и патњи. Поред њих, романтизам у бразилској књижевности су обележили лиричари Гонсалвес де Магаљаес и Антонио Гонсалвес Дијас. Кастро Алвес је опевао тежње бразилског народа за независношћу и укидање робовласништва. Уметничку књижевну независност Бразил је стекао тек са делима двојице писаца – Луиса Каетана Гимараеса и Машада де Асиса.
Бразилску поезију крајем деветнаестог века су обележили Олаво Билак, један од највећих песника португалског говорног подручја, Рајмундо Кореја и Антонио де Оливеира. Период од 1895. до 1922. бразилски теоретичари књижевности називају пред-модерним јер нема превласти ни једног стила али се виде први обриси модернизма. Неки од истакнутих бразилских књижевника током првих деценија 20. века су Монтеиро Лобато, Лима Барето, Симоис Лопез Нето, и Аугусто дос Анжос. Еуклидес да Куња је снажно утицао на касније прозне писце међу којима се истиче Жозе Переира да Граса Арања, предводник модернизма у бразилској књижевности. Модернистички покрет у Бразилу настао је 1922. током Недеље модерне уметности. Његови најзначајнији представници су Жорже де Лима, Марио де Андраде, Мануел Бандеира, Карлос Друмонд де Андраде, Мурило Мендес и Винисијус де Мораис. 
Савремена бразилска књижевност усмерена је на градски живот и све његове аспекте: усамљеност, насиље, политичка питања и контрола медија. Током седамдесетих година 20. века о овим темама значајна дела су објавили Рубен Фонсека и Сержио Сантана. Песници попут Фереире Гулара и Маноела де Бароса спадају међу најцењеније у бразилским књижевним круговима. Вероватно најпознатији бразилски књижевник на свету данас је Пауло Коељо, а његова књига Алхемичар је највише превођена књига неког живог писца.

### Кинематографија
Бразилска филмска индустрија почела је крајем 19. века, током раних дана Belle Époque. Иако је постојала национална филмска продукција током раног 20. века, амерички филмови као што је Рио Величанствени снимани су у Рио де Жанеиру како би се промовисао туризам у граду. Филмови Limite (1931) и Ganga Bruta (1933), потоњи који је продуцирао Адхемар Гонзага преко плодног студија Кинедиа, били су лоше прихваћени при објављивању и пропали на благајнама, али су данас хваљени и сврстани међу најбоље бразилске филмове свих времена. Недовршени филм Све је истина из 1941. био је подељен у четири сегмента, од којих су два снимљена у Бразилу, а режирао их је Орсон Велс; првобитно је произведен као део политике добросуседства Сједињених Држава током владе Естадо Ново Жетулија Варгаса.
Током 1960-их, Cinema Novo покрет је постао истакнут са редитељима као што су Глаубер Роча, Нелсон Переира дос Сантос, Пауло Цесар Саракени и Арналдо Жабор. Рочини филмови Deus e o Diabo na Terra do Sol (1964) и Тerra em Transe (1967) сматрају се некима од највећих и најутицајнијих у историји бразилског филма.
Током 1990-их, Бразил је доживео налет критичара и комерцијалног успеха са филмовима као што су O Quatrilho (Фабио Барето, 1995), O Que É Isso, Companheiro?  (Бруно Барето, 1997) и Central do Brasil (Валтер Салеш, 1998), сви су били номиновани за Оскара за најбољи филм на страном језику, а потоњи је добио номинацију за најбољу глумицу за Фернанду Монтенегро. Криминалистички филм из 2002. године, City of God, у режији Фернанда Меирелеша, био је хваљен, са 90% на Ротен Томатосу, који је стављен на листу најбољих филмова деценије Роџера Еберта и добио је четири номинације за Оскара 2004. укључујући најбољег редитеља. Значајни филмски фестивали у Бразилу укључују међународне филмске фестивале у Сао Паулу и Рио де Жанеиру и фестивал Грамадо.

### Спорт
Најпопуларнији спорт у Бразилу је фудбал. Мушка репрезентација Бразила је, према Фифиној ранг-листи, једна од најбољих на свету, а рекордних пет пута је била светски првак.
Поред фудбала велику популарност имају и одбојка, кошарка, ауто-трке, и борилачки спортови. Мушка и женска одбојкашка репрезентација Бразила су у самом светском врху. Бразил је у мушкој конкуренцији био три пута а у женској два пута олимпијски победник, а мушка репрезентација је три пута узастопно; 2002, 2006, и 2010. била светски првак.
Варијације неких спортова воде порекло из Бразила: фудбал на песку, футсал (дворански фудбал) као и футволеј. Од борилачких вештина, Бразилци су развили капуеру, вале тудо, и бразилски џију-џицу. У аутомобилизму, тројица Бразилаца су осам пута освајали светско првенство Формуле 1. То су били Емерсон Фитипалди, Нелсон Пике и Аиртон Сена.
Бразил је неколико пута био домаћин значајних међународних спортских такмичења, као што су Светско првенство у фудбалу 1950. и 2014. Велика награда Бразила у Формули 1 одржава се сваке године у Сао Паулу, на стази Жозе Карлос Пасе (порт. Autódromo José Carlos Pace).
У Сао Паулу су 1963. организоване IV Панамеричке игре, док су у Рио де Жанеиру 2007. одржане XV Панамеричке игре. Рио де Жанеиро је 2016. био домаћин олимпијских и параолимпијских игара, чиме је постао први град у Јужној Америци у ком је одржано ово такмичење. Поред тога, Рио де Жанеиро је био домаћин два светска првенства у кошарци за мушкарце 1954. и 1963. а бразилска мушка репрезентација је 1963. и 1967. била светски првак у кошарци. Последњих година бразилски спортисти остварују запажене резултате и у рукомету (где је женска репрезентација освојила светско првенство 2013), пливању (Сезар Сијело Фиљо је вишеструки олимпијски и светски првак) и тенису (Густаво Киртен је три пута освајао Отворено првенство Француске).

### Државни празници
| Датум        | Локални назив            | Празник                 | Разлог                                 |
| ------------ | ------------------------ | ----------------------- | -------------------------------------- |
| 1. јануар    | Confraternização Mundial | Нова година             | почетак календарске године             |
| 21. април    | Tiradentes               | Тирадентес              | знак сећања на жртве Завере у Минасу   |
| 1. мај       | Dia do Trabalhador       | Празник рада            | посвећен свим радницима                |
| 7. септембар | Independência            | Дан независности        | проглашење независности од Португалије |
| 12. октобар  | Nossa Senhora Aparecida  | Nossa Senhora Aparecida | заштитница Бразила                     |
| 2. новембар  | Finados                  | Душе                    | дан сећања на мртве                    |
| 15. новембар | Proclamação da República | Проглашење Републике    | преображај Царства у Републику         |
| 25. децембар | Natal                    | Божић                   | традиционална прослава Божића          |